# Naoyuki Yamada
Naoyuki Yamada (japanisch 山田 尚幸 Yamada Naoyuki; * 26. Dezember 1987 in Hirakata) ist ein japanischer Fußballspieler.

## Karriere
Yamada erlernte das Fußballspielen in der Schulmannschaft der Hirakata Nishi High School und der Universitätsmannschaft der Biwako Seikei Sport College. Seinen ersten Vertrag unterschrieb er 2010 bei MIO Biwako Shiga. Der Verein spielte in der dritthöchsten Liga des Landes, der Japan Football League. Für den Verein absolvierte er 89 Ligaspiele. 2013 wechselte er zum Ligakonkurrenten Blaublitz Akita. Am Ende der Saison 2013 stieg der Verein in die J3 League auf. Mit Blaublitz feierte er 2020 die Meisterschaft der dritten Liga und den Aufstieg in die zweite Liga. Im Januar 2022 wechselte er zum Drittligisten Vanraure Hachinohe.

## Erfolge
Blaublitz Akita
- J3 League: 2020  ▲